# غرابيل القمح
غرابيل القمح (Les Cribleuses de Blé) لوحة للرسام الفرنسي غوستاف كوربيه رسمها عام 1854.
عرضت اللوحة في صالون (باريس) عام 1855 في باريس، ثم عرضت في المعرض التاسع لجمعية أصدقاء الفنون في نانت عام 1861، حيث اشترت الجمعية اللوحة لعرضها ضمن مجموعة متحف نانت للفنون الجميلة.
من المحتمل أن الشابتين في اللوحة شقيقتا كوربيه الرسام: زوي في الوسط وجولييت الجالسة، أما الصبي ديزيريه بينيت فهو الابن غير الشرعي للرسام.